# Bongaigaon (huyện)
Huyện Bongaigaon là một huyện thuộc bang Assam, Ấn Độ. Thủ phủ huyện Bongaigaon đóng ở Bongaigaon. Huyện Bongaigaon có diện tích 2510 ki lô mét vuông. Đến thời điểm năm 2001, huyện Bongaigaon có dân số 906315 người.